# Bonares
Bonares è un comune spagnolo situato nella comunità autonoma dell'Andalusia.